# フロリダ組曲
フロリダ組曲（Florida Suite）は、フレデリック・ディーリアスが1887年に作曲した管弦楽曲。「管弦楽のための南国の風景」（Tropical Scenes for Orchestra）という副題が添えられている。

## 概要
羊毛業を営む家系に生まれたディーリアスは、息子をビジネスマンに育て上げようという父の意向により各地へ武者修行に送られたが、仕事を投げ出しては音楽に浸っていた。1884年、最終的にディーリアスはオレンジのプランテーションを学ぶという名目でアメリカ合衆国、フロリダ州のソラノ・グローヴ（Solano Grove）へと赴くことになる。渡米が本人の意志によるものだったのか、父の命令であったのかは不確かながら、故郷のイギリス、ブラッドフォードから遠く離れた土地での生活は彼にとって逃避の意味合いもあったと考えられている。彼はこの地でも仕事をそっちのけにして、ジャクソンビルのオルガニストに教えを乞うなど音楽に没頭していた。彼が過ごしたフロリダのセントジョンズ川の周囲に広がる風景、文化、とりわけアフリカ系アメリカ人の労働者の歌う霊歌からの影響は大きく、音楽の専門教育を受けるべくライプツィヒへ移った後になってフロリダで得た霊感を曲にまとめた。
初演は1888年、ライプツィヒにおいてハンス・ジットの指揮で行われた。この時、会場にいたのは2人のノルウェーの作曲家、グリーグとシンディング、そして作曲者の3人のみであり、演奏した楽団員には報酬の代わりにビールが振る舞われたという。この演奏会はディーリアスにとって自作の管弦楽曲を耳にする初めての機会となった。彼は曲の改訂に取り掛かるものの、出来上がった作品を耳にすることなくこの世を去っている。
この曲が再び日の目を見たのは、1937年、ロンドンのクイーンズ・ホールにおいてトーマス・ビーチャムが指揮した演奏会だった。ビーチャムはこの曲を得意としていることで知られており、自筆譜から作成された写譜を自らの演奏に用いていた。曲の初版が世に出たのは1963年のことであり、1986年には校訂版の総譜が出版された。
「フロリダ組曲」はディーリアス作品でも有名な楽曲の一つである。第1楽章「夜明け」の部分の旋律は後のオペラ「魔法の泉」（1893年）やオペラ「コアンガ」（1895年-1897年）で引用されており、「la Calinda」という単独曲としても知られていた。また、第3楽章の主題は「弦楽四重奏曲第2番」（1919年）に用いられている。

## 演奏時間
約38分

## 楽器編成
フルート3(3番フルートはピッコロ持ち替え)、オーボエ2、イングリッシュ・ホルン、クラリネット2、バス・クラリネット、ファゴット2、ホルン4、トランペット2、トロンボーン3、テューバ、ティンパニ、トライアングル、タンブリン、シンバル、バス・ドラム、ハープ、弦楽合奏

## 楽曲構成
6つの部分からなるが、うち2つが他の部分と連結することにより実質4楽章制の作品となっている。各部分の表題からも分かるように、フロリダのある1日を描写したプログラムとなっている。
1. 夜明け — 踊り
2. 河畔にて
3. 夕暮れ — 農場のそばで
4. 夜に